# Saison 2015 de l'équipe cycliste ONE
La saison 2015 de l'équipe cycliste ONE est la première de cette équipe continentale.

## Préparation de la saison 2015

### Arrivées et départs
L'équipe étant nouvelle, tous les coureurs proviennent d'autres équipes.

## Coureurs et encadrement technique

### Effectif
Treize coureurs constituent l'effectif 2015 de l'équipe.
| Cycliste           | Date de naissance | Nationalité | Équipe 2014            |  |
| ------------------ | ----------------- | ----------- | ---------------------- |  |
| George Atkins      | 18 août 1991      | Royaume-Uni | Raleigh-GAC            |  |
| Yanto Barker       | 6 janvier 1980    | Royaume-Uni | Raleigh-GAC            |  |
| Tom Baylis         | 3 janvier 1996    | Royaume-Uni |                        |  |
| Jonathan Bellis    | 16 août 1988      | Royaume-Uni | Christina Watches-Kuma |  |
| Marcin Białobłocki | 2 septembre 1983  | Pologne     | Giordana Racing        |  |
| Dexter Gardias     | 3 décembre 1990   | Royaume-Uni |                        |  |
| George Harper      | 10 juillet 1992   | Royaume-Uni | Giordana Racing        |  |
| Marc Hester        | 28 juin 1985      | Danemark    | FireFighters Upsala CK |  |
| Joshua Hunt        | 3 avril 1991      | Royaume-Uni | NFTO                   |  |
| Jonathan Mould     | 4 avril 1991      | Royaume-Uni | NFTO                   |  |
| Chris Opie         | 22 juillet 1987   | Royaume-Uni | Rapha Condor JLT       |  |
| Peter Williams     | 13 décembre 1986  | Royaume-Uni | Haribo-Beacon          |  |
| Samuel Williams    | 18 mars 1994      | Royaume-Uni | NFTO                   |  |

## Bilan de la saison

### Victoires
| Date       | Course                                     | Pays    | Classe | Vainqueur          |
| ---------- | ------------------------------------------ | ------- | ------ | ------------------ |
| 20/05/2015 | 1re étape du Bałtyk-Karkonosze Tour        | Pologne | 2.2    | Peter Williams     |
| 24/06/2015 | Championnat de Pologne du contre-la-montre | Pologne | CN     | Marcin Białobłocki |

### Classement UCI

#### UCI America Tour
L'équipe ONE termine à la 47e place de l'America Tour avec 9 points. Ce total est obtenu par l'addition des points des huit meilleurs coureurs de l'équipe au classement individuel, cependant seul un coureur est classé,.
| Rang | Coureur            | Points |
| ---- | ------------------ | ------ |
| 279  | Marcin Białobłocki | 9      |